# Concours Eurovision de la chanson 1968
- Pays participants
- Pays ayant participé dans le passé

Vienne 1967 Madrid 1969
Le Concours Eurovision de la chanson 1968 fut la treizième édition du concours. Il se déroula le samedi 6 avril 1968, à Londres, au Royaume-Uni. Il fut remporté par l'Espagne, avec la chanson La, la, la, interprétée par Massiel. Le Royaume-Uni, pays hôte, termina deuxième et la France, troisième.

## Organisation
Le Royaume-Uni, qui avait remporté l'édition 1967, se chargea de l'organisation de l'édition 1968.

## Pays participants
Dix-sept pays participèrent au treizième concours.
Il n'y eut ni abstention, ni retour. Le premier jour des répétitions, des personnes se présentèrent à l'Albert Hall, prétendant être la délégation albanaise. La rumeur circula alors des débuts de l’Albanie. Il s’avéra ensuite qu’il s’agissait d’une plaisanterie, montée par des comédiens.

## Format

Le Royal Albert Hall, à Londres.

Le concours eut lieu au Royal Albert Hall, salle de concert inaugurée en 1871 par la reine Victoria.
Pour la toute première fois, le concours fut filmé et diffusé en couleurs. Mais seuls six pays tirèrent bénéfice de cette innovation technique : l'Allemagne, la France, les Pays-Bas, le Royaume-Uni, la Suède et la Suisse. Les autres pays le diffusèrent en noir et blanc.
L'orchestre était installé dans une fosse, au pied de la scène. Celle-ci comportait trois podiums distincts, un au centre pour les artistes, un autre à gauche pour les choristes et un dernier à droite pour la présentatrice. Les artistes firent leur entrée par le fond de la scène, en passant au travers d'un agrandissement métallique et doré du logo de l'Eurovision, qui servait d'arrière-fond. Derrière le logo, un écran montrait un portrait des artistes, avant de prendre des teintes bleutées. Le tableau de vote était situé à la droite de la scène. Le tout était entouré de tentures bleu clair.
Le programme dura près d'une heure et trente-sept minutes.

## Déroulement
La vidéo introductive débuta par une vue de la scène, qui allant en s'élargissant, dévoila l'orchestre puis le public. L'orchestre joua alors une reprise de la chanson gagnante de l'année précédente, Puppet on a String.
La présentatrice de la soirée fut à nouveau Katie Boyle. Ce fut la troisième fois qu'elle présenta le concours, après les éditions 1960 et 1963. Elle raconta par la suite, avoir dû prendre sur elle durant toute la cérémonie. Son mariage traversait alors une phase difficile et elle avait tellement pleuré ce jour-là qu’elle dut rester allongée plusieurs heures auparavant avec de pommes de terre crues sur les yeux.
L'orchestre était dirigé par Norrie Paramor.

## Chansons
Dix-sept chansons concoururent pour la victoire.
Les bookmakers étaient certains de la victoire du représentant britannique, Cliff Richard, qui avait déjà remporté de nombreux succès auparavant, en musique et au cinéma. Le titre de sa chanson était à l’origine I think I love you, mais fut changé en Congratulations à la dernière minute. Après le concours, ce fut elle qui remporta le plus grand succès commercial. En 2005, lors de l'émission spéciale Congratulations, elle fut élue huitième meilleure chanson jamais présentée au concours.
À l'origine, la chanson espagnole devait être interprétée par Joan Manuel Serrat. Mais celui-ci insista pour la chanter en catalan. Or cette langue et son usage étaient réprimés dans l’Espagne franquiste. Les dirigeants de la télévision publique espagnole remplacèrent d’autorité Serrat par Massiel. Cette dernière ne fut prévenue que quelques jours avant le début des répétitions, alors qu’elle était en tournée au Mexique. Elle chanta donc en espagnol, après que La, la, la eut reçu un nouvel arrangement par Bert Kaempfert.
Les représentants yougoslaves, Luciano Kapurso et Hamo Hajdarhodžić, faisaient partie du groupe Dubrovački Trubaduri, les troubadours de Dubrovnik. Trois autres membres du groupe les accompagnèrent sur scène comme choristes. Ils interprétèrent tous leur chanson, costumés en troubadours médiévaux.

## Chefs d'orchestre
| Joaquim Luís Gomes | Dolf van der Linden | Henri Segers    | Robert Opratko  | André Borly           | Mario Robbiani |
| ------------------ | ------------------- | --------------- | --------------- | --------------------- | -------------- |
| - Portugal         | - Pays-Bas          | - Belgique      | - Autriche      | - Luxembourg          | - Suisse       |
| Michel Colombier   | Mats Olsson         | Ossi Runne      | Alain Goraguer  | Giancarlo Chiaramello | Norrie Paramor |
| - Monaco           | - Suède             | - Finlande      | - France        | - Italie              | - Royaume-Uni  |
| Øivind Bergh       | Noel Kelehan        | Rafaele Ibarbia | Horst Jankowski | Miljenko Prohaska     |                |
| - Norvège          | - Irlande           | - Espagne       | - Allemagne     | - Yougoslavie         |                |

## Entracte
Le spectacle d'entracte fut une vidéo intitulée Impressions from London. Elle consistait en plusieurs prises de vues touristiques de la capitale britannique, de jour puis de nuit. Apparurent ainsi à l'écran le palais de Westminster, Big Ben, Tower Bridge, la tour de Londres, le palais de Buckingham, Hyde Park, la cathédrale Saint-Paul, l'abbaye de Westminster, Trafalgar Square et Piccadilly Circus. L'accompagnement musical fut joué en direct par l'orchestre.

## Coulisses
Dès qu’il eut quitté le podium, Cliff Richard, tenaillé par l’angoisse, alla s’enfermer dans les toilettes. Il y resta jusqu’au bout du vote et ce fut donc là que son manager lui apprit sa défaite.

## Vote
Le vote fut décidé entièrement par un panel de jurys nationaux. Les différents jurys furent contactés par téléphone, selon l'ordre de passage des pays participants.
Le système de vote fut le même que l'année précédente. Les jurys se composaient de dix personnes. Chaque juré attribuait un vote à la chanson qu'il estimait la meilleure. Les votes des jurés étaient ensuite additionnés, chaque jury national attribuant finalement dix votes.
Les résultats des votes furent annoncés oralement, selon l'ordre de passage des pays participants.
Le superviseur délégué sur place par l'UER fut Clifford Brown. Il n'intervint qu'une seule fois, à l'issue du vote. Celui-ci vit tout d'abord la France mener en tête, avant d'être dépassée à la mi-temps par le Royaume-Uni, sous les vivats du public. L'Espagne rattrapa progressivement son retard et remporta la victoire, à la suite d'un dénouement surprenant. L’avant-dernier jury, le jury allemand, attribua en effet deux votes au Royaume-Uni et six à l’Espagne. L'Espagne totalisa alors 29 votes et le Royaume-Uni, 28. Mais le dernier jury, le jury yougoslave, n’attribua aucun point à ces deux pays. Il y eut des cris de surprise dans la salle. À cet instant, Clifford Brown pria Katie Boyle de rappeler le jury yougoslave qui avait attribué un vote surnuméraire. Après une communication confuse avec Skopje, les résultats furent validés par le superviseur et l'Espagne proclamée vainqueur.

## Résultats
L'Espagne remporta le concours pour la première fois. Seuls dix pays sur dix-sept lui attribuèrent des votes. Le Royaume-Uni, lui, reçut des votes de la part de douze pays.
La médaille du grand prix fut remise par Sandie Shaw, la gagnante de l'année précédente. Massiel commença sa reprise par ces mots : « Thank you all the Europe ! Merci beaucoup ! » Elle interpréta ensuite La, la, la en espagnol et en anglais. Sa reprise reçut un accueil réservé du public de l’Albert Hall et certains spectateurs quittèrent la salle avant la fin de la retransmission.
Le lendemain, la presse britannique se répandit en récriminations sur les résultats et la défaite du Royaume-Uni. Massiel, quant à elle, retourna en Espagne où elle fut accueillie en héroïne nationale.
Pour la première fois depuis 1961, aucun pays ne termina le vote avec « nul point ».
| Ordre | Pays            | Artiste(s)                  | Chanson                            | Langue       | Place | Points |
| ----- | --------------- | --------------------------- | ---------------------------------- | ------------ | ----- | ------ |
| 01    | Portugal        | Carlos Mendes               | Verão                              | Portugais    | 11    | 5      |
| 02    | Pays-Bas        | Ronnie Tober                | Morgen                             | Néerlandais  | 16    | 1      |
| 03    | Belgique        | Claude Lombard              | Quand tu reviendras                | Français     | 7     | 8      |
| 04    | Autriche        | Karel Gott                  | Tausend Fenster                    | Allemand     | 13    | 2      |
| 05    | Luxembourg      | Chris Baldo et Sophie Garel | Nous vivrons d'amour               | Français     | 11    | 5      |
| 06    | Suisse          | Gianni Mascolo              | Guardando il sole                  | Italien      | 13    | 2      |
| 07    | Monaco          | Line & Willy                | À chacun sa chanson                | Français     | 7     | 8      |
| 08    | Suède           | Claes-Göran Hederström      | Det börjar verka kärlek, banne mej | Suédois      | 5     | 15     |
| 09    | Finlande        | Kristina Hautala            | Kun kello käy                      | Finnois      | 16    | 1      |
| 10    | France          | Isabelle Aubret             | La Source                          | Français     | 3     | 20     |
| 11    | Italie          | Sergio Endrigo              | Marianne                           | Italien      | 10    | 7      |
| 12    | Royaume-Uni H T | Cliff Richard               | Congratulations                    | Anglais      | 2     | 28     |
| 13    | Norvège         | Odd Børre                   | Stress                             | Norvégien    | 13    | 2      |
| 14    | Irlande         | Pat McGeegan                | Chance of a Lifetime               | Anglais      | 4     | 18     |
| 15    | Espagne         | Massiel                     | La, la, la                         | Espagnol     | 1     | 29     |
| 16    | Allemagne       | Wencke Myhre                | Ein Hoch der Liebe                 | Allemand     | 6     | 11     |
| 17    | Yougoslavie     | Dubrovački trubaduri        | Jedan dan                          | Serbo-croate | 7     | 8      |

## Controverse
En mai 2008, selon un documentaire espagnol intitulé 1968. Yo viví el mayo español, diffusé sur la chaîne La Sexta, le résultat du concours et la victoire de l'Espagne auraient été truqués par le général Franco en personne. Le dictateur aurait envoyé des émissaires officiels de la télévision publique, partout en Europe, pour promettre de l'argent et des contrats en l'échange de votes pour son pays. Cette affirmation se base sur le témoignage de José María Íñigo, employé à l'époque de la TVE.
La vainqueur du concours, la chanteuse Massiel, fut offensée par le documentaire. Elle accusa son auteur Montse Fernández Villa et la chaîne La Sexta d'avoir forgé de toutes pièces ces allégations. José María Íñigo finit par s'excuser publiquement, affirmant n'avoir fait que répéter une rumeur répandue à l'époque.

## Anciens participants
| Artiste         | Pays   | Année(s) précédente(s) |
| --------------- | ------ | ---------------------- |
| Isabelle Aubret | France | 1962 (vainqueur)       |

## Tableau des votes
| Drapeau du Portugal | Drapeau des Pays-Bas                              | Drapeau de la Belgique | Drapeau de l'Autriche | Drapeau du Luxembourg | Drapeau de la Suisse | Drapeau de Monaco | Drapeau de la Suède | Drapeau de la Finlande | Drapeau de la France | Drapeau de l'Italie | Drapeau du Royaume-Uni | Drapeau de la Norvège | Drapeau de l'Irlande | Drapeau de l'Espagne | Drapeau de l'Allemagne | Drapeau de la République fédérative socialiste de Yougoslavie | Total |   |    |
| Pays                | Portugal                                          |                        | –                     | –                     | –                    | –                 | –                   | –                      | –                    | –                   | –                      | –                     | –                    | 2                    | –                      | 3                                                             | –     | – | 5  |
| Pays                | Pays-Bas                                          | –                      |                       | –                     | –                    | –                 | –                   | –                      | –                    | –                   | –                      | 1                     | –                    | –                    | –                      | –                                                             | –     | – | 1  |
| Pays                | Belgique                                          | 1                      | –                     |                       | –                    | –                 | –                   | –                      | –                    | 1                   | 1                      | 3                     | 1                    | –                    | –                      | 1                                                             | –     | – | 8  |
| Pays                | Autriche                                          | –                      | –                     | –                     |                      | –                 | –                   | –                      | –                    | –                   | –                      | –                     | –                    | –                    | –                      | –                                                             | 2     | – | 2  |
| Pays                | Luxembourg                                        | –                      | 1                     | –                     | 1                    |                   | –                   | 1                      | –                    | –                   | 1                      | –                     | 1                    | –                    | –                      | –                                                             | –     | – | 5  |
| Pays                | Suisse                                            | –                      | –                     | –                     | –                    | –                 |                     | –                      | –                    | –                   | –                      | –                     | –                    | –                    | –                      | –                                                             | –     | 2 | 2  |
| Pays                | Monaco                                            | –                      | 2                     | –                     | –                    | 1                 | –                   |                        | –                    | 3                   | –                      | –                     | 1                    | –                    | 1                      | –                                                             | –     | – | 8  |
| Pays                | Suède                                             | 1                      | 1                     | –                     | –                    | –                 | –                   | –                      |                      | 1                   | –                      | –                     | 2                    | 6                    | 4                      | –                                                             | –     | – | 15 |
| Pays                | Finlande                                          | –                      | –                     | –                     | –                    | –                 | –                   | –                      | –                    |                     | –                      | –                     | –                    | 1                    | –                      | –                                                             | –     | – | 1  |
| Pays                | France                                            | –                      | 3                     | 6                     | 2                    | 3                 | 3                   | –                      | 1                    | –                   |                        | 2                     | –                    | –                    | –                      | –                                                             | –     | – | 20 |
| Pays                | Italie                                            | 1                      | –                     | –                     | –                    | –                 | 2                   | –                      | –                    | –                   | –                      |                       | –                    | –                    | –                      | 2                                                             | –     | 2 | 7  |
| Pays                | Royaume-Uni                                       | 1                      | 2                     | 2                     | –                    | 1                 | 4                   | 5                      | 3                    | 2                   | 4                      | 1                     |                      | –                    | 1                      | –                                                             | 2     | – | 28 |
| Pays                | Norvège                                           | –                      | –                     | –                     | –                    | 1                 | –                   | –                      | –                    | –                   | –                      | –                     | –                    |                      | –                      | 1                                                             | –     | – | 2  |
| Pays                | Irlande                                           | 1                      | 1                     | 1                     | 4                    | 1                 | –                   | –                      | 4                    | –                   | –                      | –                     | –                    | –                    |                        | –                                                             | –     | 6 | 18 |
| Pays                | Espagne                                           | 4                      | –                     | –                     | 2                    | 1                 | –                   | 4                      | –                    | 3                   | 4                      | 3                     | –                    | 1                    | 1                      |                                                               | 6     | – | 29 |
| Pays                | Allemagne                                         | –                      | –                     | –                     | –                    | 1                 | 1                   | –                      | 2                    | –                   | –                      | –                     | 5                    | –                    | –                      | 2                                                             |       | – | 11 |
| Pays                | Yougoslavie                                       | 1                      | –                     | 1                     | 1                    | 1                 | –                   | –                      | –                    | –                   | –                      | –                     | –                    | –                    | 3                      | 1                                                             | –     |   | 8  |
| Pays                | Le tableau suit l'ordre de passage des candidats. |                        |                       |                       |                      |                   |                     |                        |                      |                     |                        |                       |                      |                      |                        |                                                               |       |   |    |

## Télédiffuseurs
| Pays        | Télédiffuseur(s)         | Commentateur(s)           | Porte-parole                   |
| ----------- | ------------------------ | ------------------------- | ------------------------------ |
| Allemagne   | ARD Deutsches Fernsehen  | Hans-Joachim Rauschenbach | Hans-Otto Grünefeldt           |
| Autriche    | ORF                      | Emil Kollpacher           | ?                              |
| Belgique    | RTB                      | Janine Lambotte           | André Hagon                    |
| Belgique    | BRT                      | Herman Verelst            | André Hagon                    |
| Espagne     | TVE1                     | Federico Gallo            | Joaquín Prat                   |
| Finlande    | TV-Ohjelma 2             | Aarno Walli               | Poppe Berg                     |
| France      | Deuxième chaîne - ORTF 2 | Pierre Tchernia           | ?                              |
| Irlande     | Radio Éirann             | Kevin Roche               | Gay Byrne                      |
| Irlande     | RTÉ Television           | Brendan O'Reilly          | Gay Byrne                      |
| Italie      | Secondo Programma        | Renato Tagliani           | Mike Bongiorno                 |
| Luxembourg  | Télé Luxembourg          | Jacques Navadic           | ?                              |
| Monaco      | Télé Monte Carlo         | Pierre Tchernia           | ?                              |
| Norvège     | NRK                      | Roald Øyen                | Sverre Christophersen          |
| Pays-Bas    | Nederland 1              | Elles Berger              | Willem Duys                    |
| Portugal    | RTP                      | Fialho Gouveia            | Maria Manuela Furtado          |
| Royaume-Uni | BBC1                     | pas de commentateur       | Michael Aspel                  |
| Royaume-Uni | BBC Radio 1              | Pete Murray               | Michael Aspel                  |
| Suède       | Sveriges Radio-TV        | Christina Hansegård       | Edvard Matz                    |
| Suisse      | TSR                      | Georges Hardy             | Alexandre Burger               |
| Suisse      | TV DSR                   | Theodor Haller            | Alexandre Burger               |
| Suisse      | TSI                      | Giovanni Bertini          | Alexandre Burger               |
| Yougoslavie | Televizija Beograd       | Miloje Orlović            | Snežana Lipkovska-Hadžinaumova |
| Yougoslavie | Televizija Zagreb        | Mladen Delić              | Snežana Lipkovska-Hadžinaumova |
| Yougoslavie | Televizija Ljubljana     | Tomaž Terček              | Snežana Lipkovska-Hadžinaumova |

Le concours fut également diffusé en direct dans huit autres pays : l'Allemagne de l'Est, la Bulgarie, la Hongrie, la Pologne, la Roumanie, la Tchécoslovaquie, la Tunisie et l'Union soviétique.

### Ressources radiophoniques
- Philippe Roizes, « Castagnettes en coulisses » [audio], émission Une histoire particulière, série « 1968 : les dessous de l’Eurovision » (28 min), France Culture, 11 mai 2024.
- Philippe Roizes, « Bruits de couloir et symphonie pour corruption » [audio], émission Une histoire particulière, série « 1968 : les dessous de l’Eurovision » (29 min), France Culture, 12 mai 2024.